# فریدزاده
فریدزاده نام خانوادگی افراد زیر است:
- محمدجواد فریدزاده، فیلسوف و دیپلمات ایرانی
- رائد فریدزاده، رئیس سازمان امور سینمایی
- عبدالرضا فریدزاده، کارگردان و بازیگر تئاتر
- مهدی فریدزاده، معاون امور سینمایی وزارت فرهنگ و ارشاد اسلامی در دولت هاشمی